# Hypobrycon
Genre
Hypobrycon est un genre de poissons d'eau douce téléostéens de la famille des Characidae (ordre des Characiformes).

## Répartition
Les espèces du genre Hypobrycon se rencontrent en Amérique du Sud.

## Liste des espèces
Selon World Register of Marine Species (28 février 2024) :
- Hypobrycon leptorhynchus da Silva & Malabarba, 1996
- Hypobrycon maromba Malabarba & Malabarba, 1994

## Classification
Le nom valide complet (avec auteur) de ce taxon est Hypobrycon Malabarba (d) & Malabarba (d), 1994.

## Publication originale
- (en) Maria Claudia Malabarba et Luiz Roberto Malabarba, « Hypobrycon maromba, a new genus and species of characiform fish from the upper rio Uruguai, Brazil (Ostariophysi: Characidae) », Ichthyological Exploration of Freshwaters, Allemagne, vol. 5, no 1,‎ mars 1994, p. 19-24 (ISSN 0936-9902).